# Slag om Tarnopol
De Slag om Tarnopol was een militaire operatie aan het Oostfront in de Tweede Wereldoorlog. Troepen van de Duitse Wehrmacht en het Rode Leger vochten in maart/april 1944 tegen elkaar rond Tarnopol aan het eind van het Sovjetwinteroffensief van 1943/44. De Sovjets omsingelden de stad, de Duitsers probeerden het te ontzetten, maar het resultaat was het verlies van de stad met zijn gehele garnizoen.

## Voorgeschiedenis

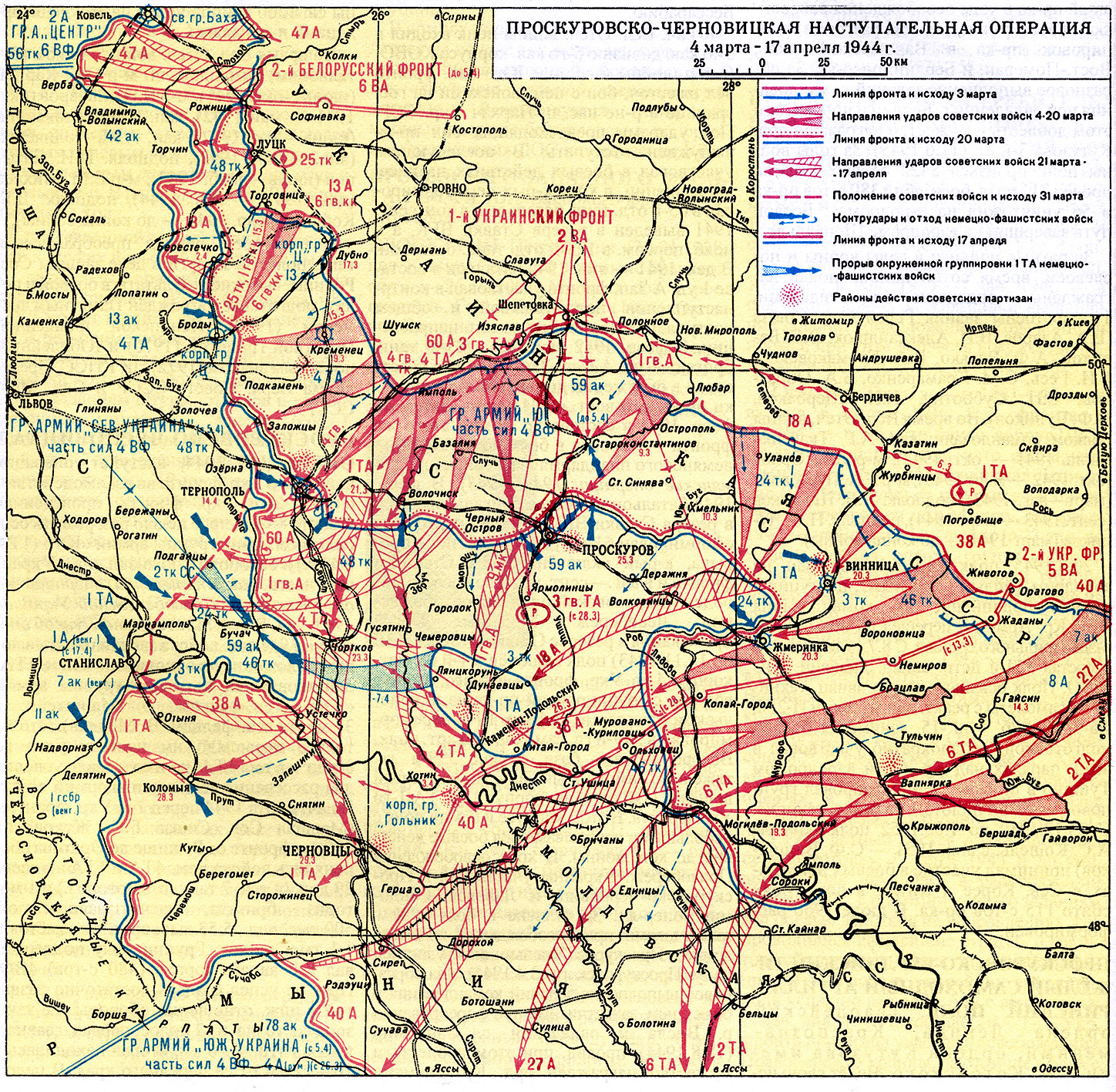
De Proskoerov-Tsjernivtsi Offensieve Operatie

Het Rode Leger voerde van 24 december 1943 tot 17 april 1944 een voortdurend offensief uit in de Oekraïense sovjetrepubliek onder de naam Dnjepr-Karpaten Operatie. Een van de latere onderdelen van deze strategische operatie was de zogenaamde Proskoerov-Tsjernivtsi Offensieve Operatie. Deze operatie, durend van 4 maart tot 17 april 1944 was een belangrijke operatie, uitgevoerd door het 1e Oekraïense Front onder Maarschalk Georgi Zjoekov. De hoofdoperatie voerde tot de omsingelingsslag van Kamenetz-Podolski, waarbij het Duitse 1e Pantserleger werd omsingeld. Deze hoofdoperatie werd geleid door enkele tanklegers. Op de rechterflank, met aansluiting aan het 2e Wit-Russische Front, rukten twee Sovjetlegers op tegen het Duitse 4e Pantserleger onder General der Panzertruppe Erhard Raus. Het meest noordelijke leger, het 13e Leger, rukte op richting Brody. Ten zuiden daarvan rukte het 60e Leger (onder Kolonel-Generaal Ivan D. Tsjernjachovski op richting Tarnopol. Het 4e Pantserleger beschikte echter over nauwelijks voldoende troepen, zeker niet om een doorlopende frontlijn te verdedigen. Daarnaast gaf Adolf Hitler zijn Führerbefehl Nr 11 van 8 maart 1944 uit. Hierin werden 29 steden tot Fester Platz benoemd. Tarnopol werd op 10 maart een ervan en dit betekende dat de stad niet opgegeven mocht worden. Generalmajor Schrepffer werd benoemd tot Kommandanten Fester Platz Tarnopol. Schrepffer gaf aan dat het vasthouden aan de stad als Fester Platz onmogelijk was en werd de volgende dag daarom al vervangen door Generalmajor Heinrich Kittel. Ook Kittel kwam echter tot dezelfde conclusie en daarom was het op 22 maart de beurt aan Generalmajor Egon von Neindorff. 
Tarnopol was een stad in het oosten van de historische regio Galicië. De stad was gelegen aan oostoever van de rivier de Seret. De stad was een belangrijk transport knooppunt, met name doordat er een aantal spoorlijnen doorheen liepen. Tarnopol lag in een grotendeels vlak gebied, met wat lage heuvels, kleine bossen en wat dorpjes. Het ontbeerde natuurlijke verdedigingswerken en solide vestingwerken; een luchthaven was ook niet beschikbaar voor eventuele bevoorrading. De Seret en een door moerassen omzoomd meer scheidde twee buitenwijken aan de westkant, Zagrobela en Kutkowce, van de stad zelf. De enige verbinding was een dam/brug combinatie.

## Situatie en slagordes

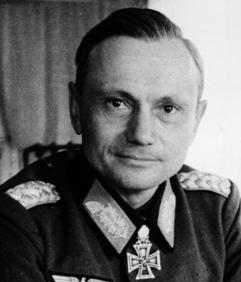
General der Panzertruppen Hermann Balck in 1943

De Duitse verdediging in dit gebied lag in handen van het 48e Pantserkorps onder General der Panzertruppen Hermann Balck. Dit korps beschikte eigenlijk over nauwelijks troepen, maar er was hulp onderweg. Drie pas recent opgerichte infanteriedivisies, de 68e, 357e en 359e, waren onderweg naar het gebied. De 357e Infanteriedivisie kon tussen 10 en 15 maart een stelling aan de westoever van de Seret betrekken en kon weer verbinding opgenomen worden met het 13e Legerkorps. Deze verbinding werd op 20 maart door Sovjetaanvallen echter alweer wankel. De volgende dag voerde het 1e Oekraïense Front zijn aanvallen verder op en het 60e Leger trok over de Seret en dwong de 357e tot de terugtocht. Zo’n 25 km naar achteren rond Białokiernica – Olejów lukte het de divisie stelling te nemen, maar zowel naar de noordelijke als naar de zuidelijke buren was er geen contact meer. De 359e Infanteriedivisie begon uit te laden in Jezierna op 9 maart en moest meteen een aantal onderdelen afgeven aan de Fester Platz Tarnopol. Tussen 10 en 23 maart kon de divisie wat terrein terugwinnen zuidwestelijk van Tarnopol, maar toen de Sovjets weer offensief werden, werd de divisie op 24 maart teruggedreven tot achter de rivieren Strypa en Vosoesjka (zo’n 20 km westelijk van Tarnopol). De 68e Infanteriedivisie werd op 12 maart zuidelijk van Tarnopol in de linie geschoven.
Deze genoemde Sovjetaanvallen werden alle uitgevoerd door het 60e Leger. De slagorde van dit leger was op 1 april 1944 als volgt: 

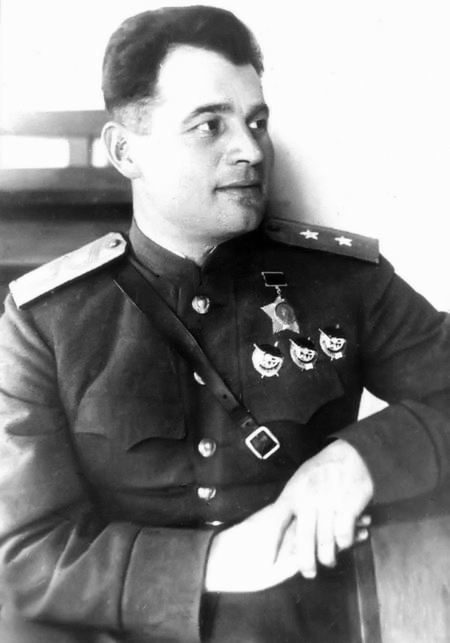
Kolonel-generaal Ivan Tsjernjachovski in 1943

- 60e Leger (Kolonel-Generaal Ivan D. Tsjernjachovski, vanaf 15 april 1944 Kolonel-Generaal Pavel A. Koerotsjkin) 
  - Direct onder bevel 
    - 1e Garde Artilleriedivisie

  - 15e Fuselierkorps (Luitenant-Generaal Ivan I. Ljoednikov) 
    - 148e Fuselierdivisie
    - 322e Fuselierdivisie
    - 336e Fuselierdivisie

  - 23e Fuselierkorps (Generaal-Majoor Nikita E. Tsjoevakov) 
    - 8e Fuselierdivisie
    - 359e Fuselierdivisie

  - 28e Fuselierkorps (Generaal-Majoor Michail I. Ozimin) 
    - 107e Fuselierdivisie
    - 140e Fuselierdivisie
    - 246e Fuselierdivisie

  - 94e Fuselierkorps (Generaal-Majoor Jozef I. Popov) 
    - 117e Garde Fuselierdivisie
    - 99e Fuselierdivisie

  - 106e Fuselierkorps (Generaal-Majoor Petr V. Kotelkov) 
    - 135e Fuselierdivisie
    - 302e Fuselierdivisie
    - 340e Fuselierdivisie

  - 4e Garde Tankkorps (Luitenant-Generaal Pavel P. Poloebojarov) 
    - 12e Garde Tankbrigade
    - 13e Garde Tankbrigade
    - 14e Garde Tankbrigade
    - 3e Garde Gemotoriseerde Brigade

## De eerste schermutselingen
Op 8 maart 1944 trok het 60e Leger met voorop het 4e Garde Tankkorps richting Tarnopol. Voorop gingen de 3e Garde Gemotoriseerde Brigade en 336e Fuselierdivisie. De 148e en 322e Fuselierdivisies trokken naar de noordzijde van de stad. Delen van de 140e Fuselierdivisie naderden de Seret in het noordwesten van de stad. Op de ochtend van 9 maart 1944 brak een Sovjet-tankgroep met gepantserde gemotoriseerde infanterie onverwachts de oostelijke buitenwijken van de stad binnen. De aanwezige Duitse troepen plus de net binnenkomende eenheden gingen het gevecht aan. Een belangrijke rol was hier weggelegd voor het Fusilierbataillon Demba (onder Major Uwe Balzer). In twee dagen van heftige gevechten werden de Sovjets weer de stad uit gedreven, zes tanks en honderden manschappen (200 doden en 50 gevangenen) als verliezen. Bij zonsopgang op 10 maart trokken delen van bovengenoemde eenheden, ondersteund door tanks, de noordelijke en noordoostelijke delen van de stad binnen. Twee compagnieën met verschillende gemotoriseerde kanonnen drongen helemaal door tot aan het treinstation. Generalmajor Schrepffer gooide de laatste reserves in de strijd en daarmee werden de Sovjets weer uit de stad gegooid. Gebruikmakend van het gat tussen de stad en de 359e Infanteriedivisie, verschenen in de nacht van 13 maart twee bataljons van de 322e Fuselierdivisie opnieuw in het dorp Petryków. Nadat ze slechts drie kilometer door het bos hadden gelopen, werden ze tegengehouden door Fusilierbataillon Demba en vernietigd omdat ze weigerden zich over te geven.
Na een korte rustpauze viel het 60e Leger vanaf 21 maart opnieuw aan en slaagde de Duitse troepen van het 48e Pantserkorps tot 24 maart zo’n 20-25 km terug te dringen. Tijdens deze actie werd de stad Tarnopol geheel omsingeld. Op dat moment, was de samenstelling van het garnizoen als volgt, met een totaal van 4600 man: 
- Kommandanten Fester Platz Tarnopol (Generalmajor Egon von Neindorff) (18 man)
  - twee bataljons van Grenadierregiment 949 (van de 359e Infanteriedivisie) (2239 man)
  - Fusilierbataillon Demba (Major Uwe Balzer) (305 man)
  - Landesschützenbataillon 543
  - Bewährungsbataillon 500 (236 man)
  - Bataljon Mitscherling (3e bataljon van SS-Freiwilligen-Regiment 4 (Polizei))
  - Kampfgruppe Grundmann (compagnie-sterkte) (36 man)
  - Alarmcompagnie (van delen van de 8e Pantserdivisie)
  - Alarmcompagnie Vogel (81 man)
  - IV./Artillerieregiment 359 met 3 batterijen (366 man)
    - 3 × 10,5cm-kanonnen
    - 8 × 15cm-kanonnen

  - 1./Sturmgeschütz-Brigade 301 met 9 stuks StuG III
  - 1./Panzerjägerabteilung 357 met 6 kanonnen (totaal beschikte de Festung over 15 stuks antitankkanonnen, waaronder een aantal totaal verouderde 3.7 cm Pak 35/36) (41 man)
  - 1 artilleriebatterij van “LAH” met 6 gemotoriseerde kanonnen (56 man)
  - resten van 4e batterij van 384e Flak bataljon
    - 3 × 2,0cm-Flak
    - 4 × 8,8cm-Flak

  - 2./Pionierbataillon 359

## De gevechten
De Sovjets vielen de stad Tarnopol zelf ook op 23 maart aan. Tanks en infanterie vielen aan vanuit het noorden, zuiden en oosten, maar de verdedigers wisten de Sovjettroepen af te weren. De aanvallen gingen de volgende dag (24 maart) door, maar omvatten nu ook aanvallen op de westelijke sector over de Seret. Beide westelijke voorsteden gingen verloren, waarvan Kutkowce permanent, maar Zagrobela wisselde meerdere keren van eigenaar gedurende de dag en kwam uiteindelijk in Duitse handen. Ondanks het relatieve gebrek aan succes van hun aanvallen, hadden het 60e Leger op de avond van 24 maart vier Fuselierdivisies plus tanks, artillerie en raketwerpers op hun plaats rond de stad.  

### Eerste ontzettingspoging
De eerste ontzettingspoging werd gedaan op 25 maart 1944. Het Panzerverband Friebe (onder Oberst Werner Friebe) zou vanuit Jezierna oprukken in zuidoostelijke richting naar Tarnopol. Deze eenheid zou een bevoorradingskonvooi (met 40 ton munitie, voedsel en medische benodigdheden) escorteren voor de ingesloten stad. Maar na aflevering van de goederen, zou de eenheid ook weer terugkeren, want het garnizoen van Tarnopol moest natuurlijk diens Fester Platz houden. Op deze dag bestond de Panzerverband Friebe grotendeels uit: 
- I./Pantsergrenadierregiment 74
- I./Pantsergrenadierregiment 8
- I./Pz.Reg.11

De Schwere Panzer-Abteilung 507 was nog niet toegevoegd, dus geen Tigers deden mee aan deze aanval, alleen de Panthers van I./Pz.Reg.11. 
Om 05:30 was het konvooi nog niet gearriveerd, maar Friebe zette wel zijn aanval in. De 107e Fuselierdivisie was verrast en moest wijken. Maar de enige weg waarover opgerukt moest worden, lag vol mijnen, het terrein ernaast was drassig en de Sovjettroepen hadden een aantal Pak-fronten ingericht. In de loop van de ochtend bleef Friebe oprukken en overwon drie Pak-fronten. Maar tegen 12.00 u doemde zo’n 4 km vóór Zagrobela een vierde Pak-front op. Intussen was het vuur van de Sovjetartillerie meedogenloos, lag Friebe onder vuur van Sovjetvliegtuigen en de verliezen liepen op. Terwijl hij de aanval op de nieuwe linie plande, werd de commandopost van de commandant van het 8e Pantsergrenadierregiment, Oberstleutnant Alfred Gudelius aangevallen door jachtbommenwerpers van de VVS. Gudelius werd gedood, samen met de commandant van I./Pantsergrenadierregiment 74, Major Cech, en de commandant van I./Pantsergrenadierregiment 8, Hauptmann Jendreschik. Hiermee was het leiderschap onthoofd. Om 13.00 u blies Friebe de aanval af en gaf bevel tot terugtrekking. Het was duidelijk dat een doorbraak niet mogelijk was. Nog dezelfde dag was de eenheid terug bij het uitgangspunt. 

### Tarnopol stadsverdediging

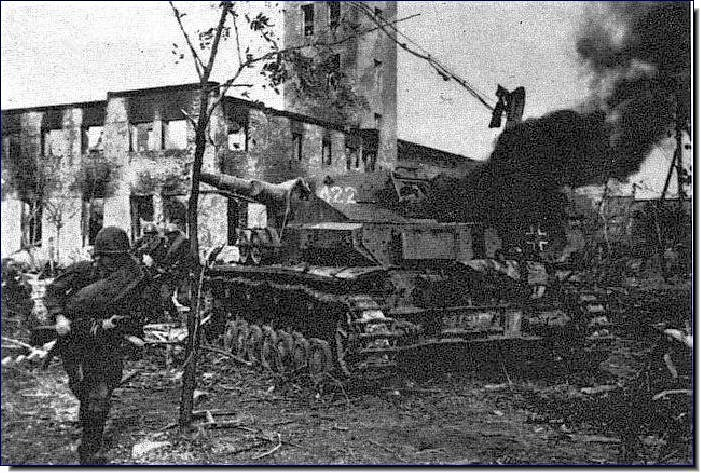
Uitgeschakelde PzKw IV in de stad

Nog terwijl Friebe op weg was naar Tarnopol, lanceerden de Sovjets een aanval op de oostelijke sector van de stad en creëerden een doorbraak, Von Neindorff kon met zijn magere reserves de linie herstellen. Nog dezelfde avond werd ook een aanval (o.a. Met 17 tanks) gelanceerd op de noordelijke sector van de stad en op Zagrobela. Met behulp van de StuG’s werd de noordelijke aanval afgeslagen, maar in Zagrobela moesten de verdedigers terrein prijsgeven, o.a. door een zware artilleriebeschieting. De volgende twee dagen werden er verschillende pogingen gedaan om de zwakke plekken in de verdediging van Tarnopol te zoeken. Alle aanvallen werden afgeslagen, maar dit putte ook de munitievoorraad van het garnizoen uit. Von Neindorff gaf de kritieke situatie door aan het hogere hoofdkwartier en de Luftwaffe reageerde door 44 containers met munitie boven de stad te droppen. De aanwezigheid van zware Sovjet-luchtafweereenheden rond de stad betekende echter dat de bevoorradingsvliegtuigen hun lading op een hoogte van 600 meter of meer moesten afwerpen. Als gevolg hiervan werd slechts ongeveer een derde van de munitie door garnizoenstroepen geborgen. Daarop besloot het commando van de Luftwaffe dat toekomstige bevoorradingspogingen zouden worden gedaan met zweefvliegtuigen of door nachtelijke drops. De Sovjet-artillerie was inmiddels in groten getale aangevoerd en het garnizoen lag onder voortdurend vuur van de grote kanonnen, aangevuld met zware mortieren en raketten.  

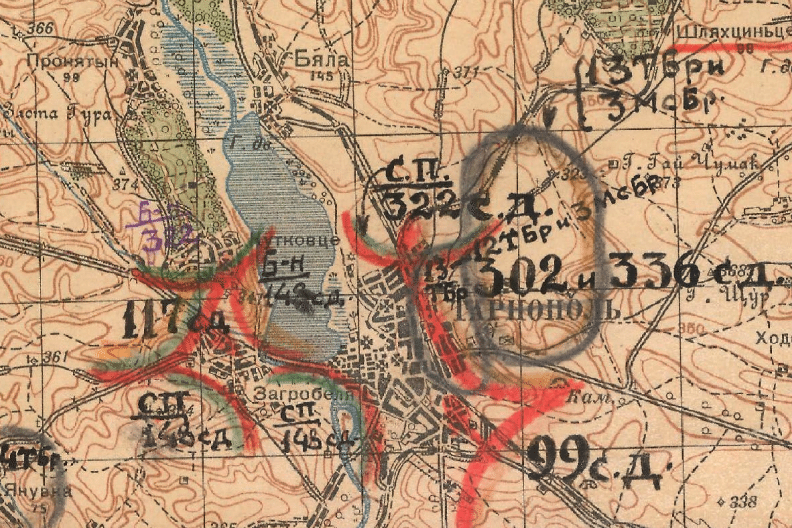
Sovjetkaart van aanval op Tarnopol, 31 maart 1944

Op de 28e kozen de Russen een sector op de zuidoostelijke verdedigingslinie die bemand werd door de II/949th voor een bijzonder zware barrage die twee uur duurde. Na de barrage werd het gebied aangevallen door laagvliegende Russische jagers en bommenwerpers. Dit werd gevolgd door een gecombineerde aanval van pantser- en infanterietanks die de overlevenden verspreidde, die zich in paniek terugtrokken naar de rand van de stad. De hele nacht en de volgende dag woedde er een gevecht. Met de laatst schaarse reserves werden deze aanvallen tot staan gebracht, maar opnieuw was er terrein, maar waren er ook veel verdedigers verloren gegaan. Met dit verdere succes namen de Sovjets een dag de tijd om zich te hergroeperen terwijl ze de Duitse linie bleven bestoken met artillerievuur. Het bombardement nam op 31 maart in intensiteit toe in een spervuur dat meerdere uren duurde. Daarna lanceerde het 60e Leger concentrische aanvallen op de noordelijke, westelijke en zuidelijke sectoren van de linie, waarbij de VVS luchtdekking gaf. In de oostelijke sector kon de 336e Fuselierdivisie een brede penetratie maken. De Duitsers werden teruggedreven naar het treinstation van Tarnopol, dat ze echter niet konden vasthouden. Hiermee controleerden de Sovjets een groot deel van het oostelijke deel van de stad. Dit opende de noordelijke en zuidelijke flanken van het garnizoen voor aanvallen, waardoor von Neindorff die sectoren moest intrekken, waardoor zijn perimeter opnieuw werd beperkt en het bijna onmogelijk werd om voorraden uit de lucht te ontvangen. De situatie waarmee von Neindorff op die laatste dag van maart werd geconfronteerd, was zo goed als hopeloos. Het gebied dat door garnizoenstroepen aan de oostelijke oever van de Seret werd bezet, was ongeveer één bij anderhalve kilometer groot en omdat de Sovjets de hoogten rond de stad controleerden, konden ze straffeloos op doelen schieten. Tegenvuur was onmogelijk voor de garnizoenskanonnen omdat de afnemende munitievoorraad moest worden gereserveerd om aanvallen van de Sovjetinfanterie af te weren. Zware wapens die in eerdere gevechten waren verloren, konden niet worden vervangen en de gewonden hadden praktisch geen medische benodigdheden. Er was een tekort aan voedsel voor het garnizoen en de burgers die nog steeds in de door de Duitsers bezette gebieden woonden. Von Neindorff stuurde daarom het volgende bericht naar het hoofdkwartier van de legergroep: "Ondanks bittere weerstand, niet langer in staat om het vol te houden. Vraag toestemming van de Führer voor een uitbraakpoging." Het duurde slechts een paar uur voor een antwoord dat Tarnopol niet verlaten mocht worden, ongeacht de omstandigheden. Het garnizoen van het fort moest weerstand blijven bieden aan de Sovjetaanvallen totdat het ontzet was. 

### Vasthouden aan Zagrobela
Op 1 april ontstonden er nieuwe gevechten in de noordelijke sector, die bemand werd door de restanten van het Oekraïense SS-bataljon. De Sovjets sloegen hard toe en de Oekraïners begonnen af te brokkelen. De gedemoraliseerde troepen werden enkele blokken teruggedreven, maar de Sovjet opmars werd vertraagd en vervolgens tot stilstand gebracht toen Junkers Ju 87 Stuka duikbommenwerpers van Generaloberst Otto Desslochs Luftflotte 4 ter plaatse arriveerden. Met jagers die bescherming van bovenaf boden, leverden de duikbommenwerpers hun dodelijke lading met precisie af terwijl ze probeerden het zware luchtafweergeschut te ontwijken. Dankzij het uitstel kon von Neindorff zijn positie in het noorden versterken, maar hij kreeg al snel een ander probleem. 
De brug over de Seret tussen Tarnopol en Zagrobela was een belangrijk Sovjetdoel. Zodra het in handen van het Rode Leger was, zou het garnizoen van Tarnopol geen enkele mogelijkheid hebben om een uitbraak naar het westen te proberen, behalve via een smalle weg die was gebouwd op een dam in de stad, die ook gevaar liep te worden ingenomen. Zagrobela werd nu bezet door het Demba Fusilier Battalion, en het gebied dat het bezette vertegenwoordigde het laatste restant land onder Duitse controle op de westelijke oever van de Seret in de sector Tarnopol. 
Terwijl de strijd woedde in de noordelijke sector, vielen de Sovjets het Demba Bataljon aan met een infanterieaanval. In tegenstelling tot de Oekraïners van de Galizien Divisie, waren de soldaten van het bataljon ervaren troepen van de Demba oefenterreinen in het zuiden van Polen. Hoewel de Sovjets in eerste instantie terrein konden winnen, werden ze door een goed gecoördineerde tegenaanval teruggedreven. Beide partijen leden zwaar voordat de Duitse linie was hersteld. 
De volgende dag hervatten de Russen hun poging om Zagrobela van de Demba Fusiliers te ontfutselen. Dit keer werden ze ondersteund door tanks. Het puin in de straten maakte het de T-34's moeilijk, die al snel achter de infanterie kwamen. Tankvernietigingseenheden gebruikten granaatbundels en kleef mijnen om er een paar uit te schakelen, maar de redding van de fuseliers kwam van Desslochs Stuka's, waarvan sommige waren bewapend met 37mm kanonnen onder elke vleugel. Met behulp van tactieken die waren verfijnd door de tankvernietiger Hans-Ulrich Rudel, doken de Stuka's neer op de Russische pantsers en raakten de licht gepantserde motorcompartimenten met dodelijk 37mm vuur, waardoor de tanks stopten en de overlevenden zich moesten terugtrekken. 

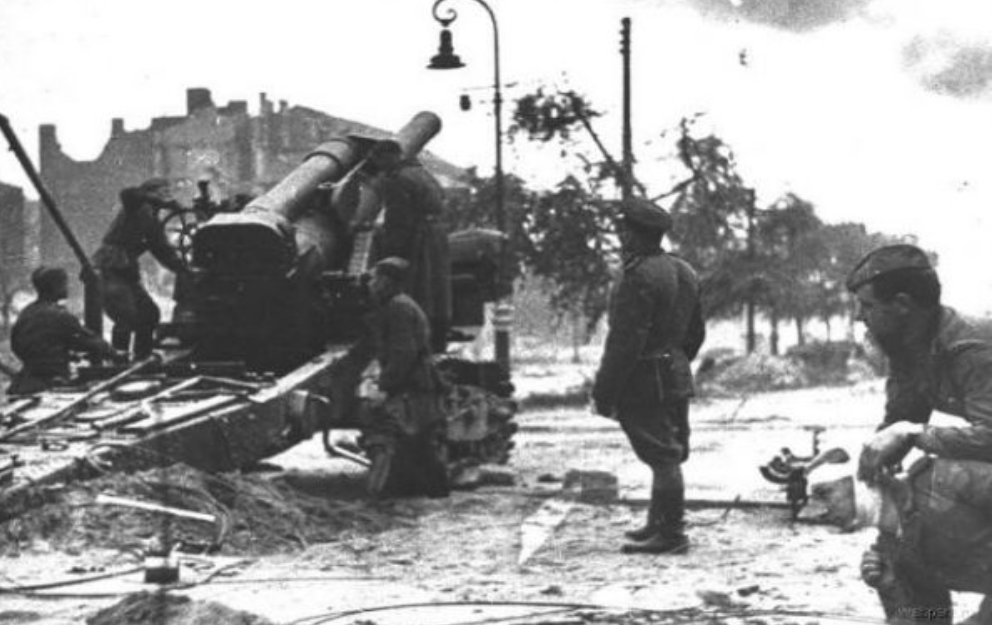
Zware Sovjet-artillerie in actie bij Tarnopol

Gehinderd in Zagrobela, vielen de Sovjets Tarnopol van alle kanten aan. De Stuka's waren verdwenen en een gecombineerde aanval van tanks en infanterie slaagde erin om verschillende penetraties te maken, wat von Neindorff dwong zijn perimeter verder te verkleinen. De verdedigers vochten hardnekkig en de overlevenden van het 949e maakten hun eerdere mislukkingen goed tegen een superieure vijand. Met de toenemende verliezen werd von Neindorff gedwongen om de laatste van zijn reserves in te zetten om een aanval af te slaan die gericht was op het centrum van het gebied dat hij nog steeds controleerde. In de nacht van 2 april waarschuwde hij het hogere hoofdkwartier opnieuw dat zijn positie vrijwel hopeloos was. "Voortdurende weerstand in een beperkt gebied onder vijandelijke druk is slechts een kwestie van tijd", aldus zijn bericht. Daarop kreeg von Neindorff het bericht dat hij nog een paar dagen moest wachten en dat er iets gedaan zou worden om zijn mannen af te lossen. Maar intussen hielden de Sovjets de druk hoog. Met de 302e Fuselierdivisie tegenover de westelijke sector, de 322e Fuselierdivisie in het noorden, de 336e in het oosten en de 117e Garde Fuselierdivisie in het zuiden, konden de Sovjets hun aanvallen spreiden en het garnizoen uit balans houden. Het munitietekort bereikte een kritiek punt en von Neindorff werd gedwongen om steeds meer te vertrouwen op Desslochs Stuka's om te voorkomen dat de Russen doorbraken. Gelukkig was het weer goed en terwijl de VVS- en Luftwaffe-jagers boven hun hoofd vochten, kon de "vliegende artillerie" de Russische troepenconcentraties opbreken, waardoor het garnizoen nog stand kon houden. Op 9 april vielen alle vier de Sovjetdivisies de Duitse perimeter aan na een ander enorm bombardement. De 336e Fuselierdivisie maakte aanzienlijke vorderingen in de oostelijke sector en veroverde nog eens een aantal blokken van het garnizoen. In het noorden was de 322e ook succesvol in het winnen van waardevolle grond. De 117e Garde in het zuiden en de 302e in het westen waren niet succesvol en hoewel von Neindorff gedwongen werd om de helft van zijn linie nog eens terug te trekken, waren de Russen niet in staat om de dramatische doorbraak te bewerkstelligen waarop ze hadden gehoopt. 

### Voorbereiden op een uitbraak
Van 23 maart tot 8 april had het garnizoen 1.487 slachtoffers geleden (doden en ernstig gewonden), waaronder 16 officieren. In een bericht aan het hoofdkwartier van het 4e Pantserleger zei hij ook dat de toestand van zijn resterende troepen zodanig was dat ze het met geen enkele zekerheid nog een dag of twee konden volhouden. Hij ontving later op 10 april een antwoord. Daarin stond dat Balcks 48e Pantserkorps op 11 april een ontzettingspoging zou beginnen. Het garnizoen moest zich voorbereiden op een uitbraak en moest klaar zijn om alle wapens te vernietigen die niet met de uitbraaktroepen konden worden meegenomen. "Bereid gewonden voor op evacuatie...", vervolgde het bericht. "Vorm een sterke gevechtsgroep om als achterhoede te fungeren tijdens de uitbraak. De uitbraak mag alleen beginnen op radiobevelen van het Pantserkorps."

### De finale ontzettingspoging

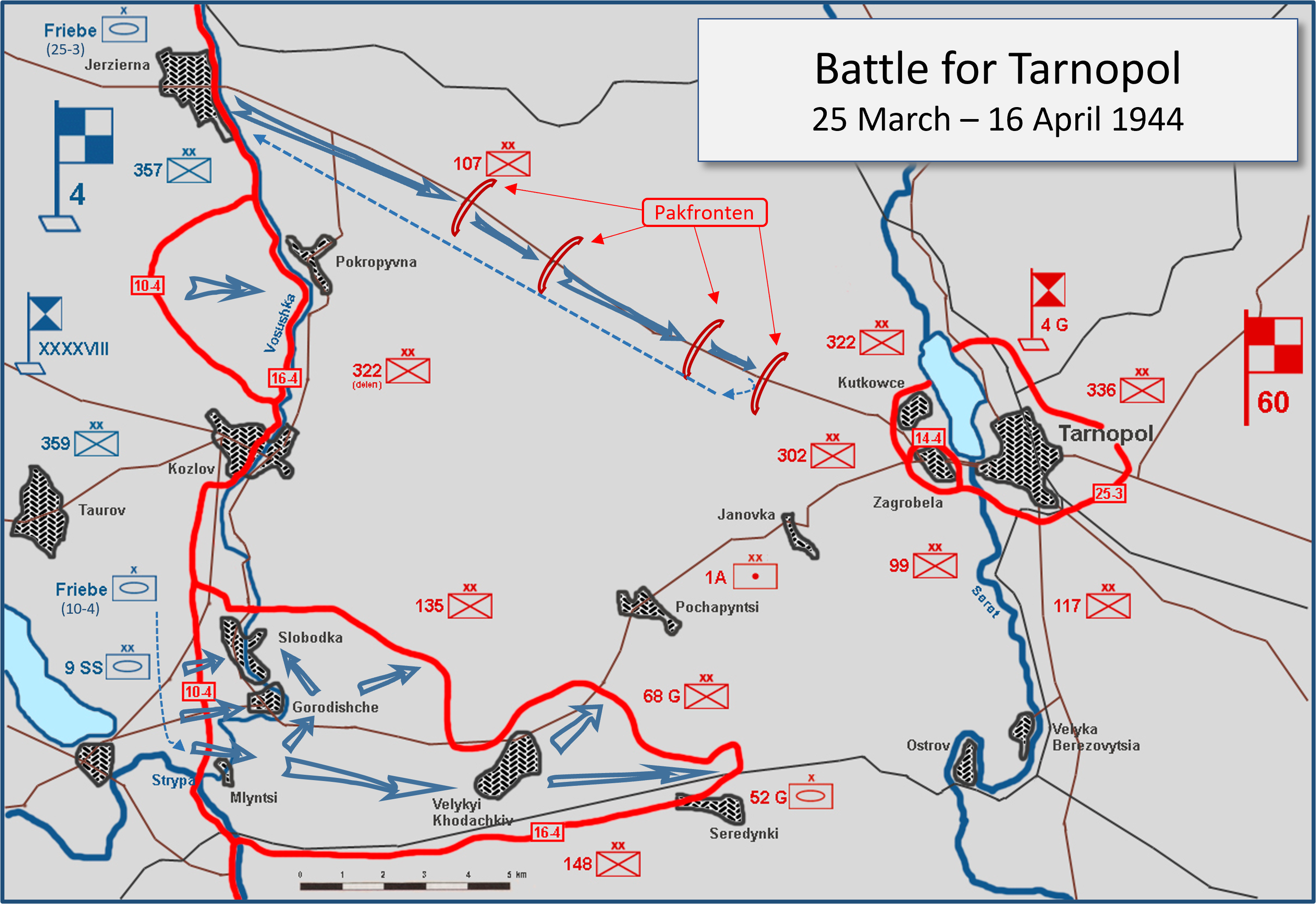
Kaart van het omsingelde Tarnopol en de twee ontzettingspogingen

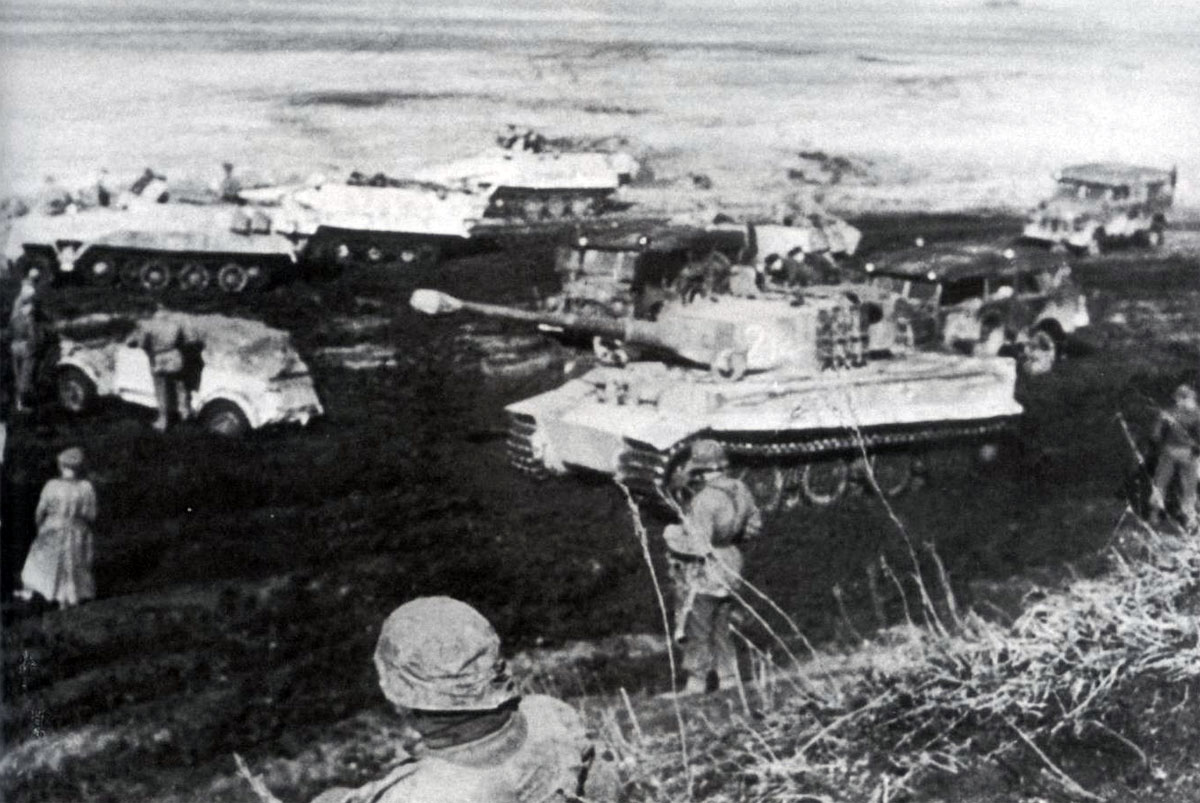
Deel van de ontzettingstroepen

Het 4e Pantserleger probeerde intussen het Rode Leger op afstand te houden ten noorden en oosten van Tarnopol, terwijl andere eenheden bezig waren contact te maken met het omsingelde 1e Pantserleger, dat zich sinds begin maart terugtrok uit de Kamianets-Podilskyi Pocket, zo'n 100 kilometer ten zuidoosten van Tarnopol. Op 6 april maakte de 10. SS-Panzer-Division Frundsberg contact met het omsingelde leger toen speerpunten van beide Duitse troepen elkaar ontmoetten bij Boetsjatsj, zo'n 60 kilometer ten zuiden van Tarnopol. 
Deze actie maakte de 9. SS-Panzer-Division Hohenstaufen (onder SS-Obergruppenführer Willi Bittrich) vrij, die gepland stond om de 10e SS te ondersteunen in zijn poging om het 1e Pantserleger te bereiken. Omdat de Sovjets de westelijke toegangswegen tot Tarnopol al hadden versterkt om eventuele ontzettingspogingen vanuit die richting tegen te gaan, werd Hohenstaufen bevolen om naar het Gorodishche gebied te gaan en Panzerverband Friebe (komend vanuit gebied Brody) daar te ontmoeten voor een poging vanuit het zuidwesten. Op 10 april 1944 hadden de meeste troepen zich verzameld. De beide eenheden beschikten naast infanterie, ook over 9 Tigers, 24 Panthers, 30 PzKw IV, 30 StuG’s en 101 halfrupsvoertuigen. 
De plannen voor de aanval vereisten dat de eenheden van de 9e SS die aan de aanval zouden deelnemen en Panzerverband Friebe bruggenhoofden over de Strypa-rivier zouden innemen en rechtstreeks naar Tarnopol zouden oprukken. Het klonk gemakkelijk, maar de Russen hadden de aanvalsroute versterkt met verschillende Pak-fronten. Er waren ook versterkingen naar het gebied gebracht, dus in plaats van alleen de infanterie van de 135e Fuselierdivisie te trotseren, zou de groep nu ook de 1e Garde Artilleriedivisie tegenkomen en de 68e Garde-Fuselierdivisie. Aan de rechterflank van de voorgestelde aanvalscorridor stonden de 148e Fuselierdivisie en de 52e Garde Tankbrigade. 
Ook het weer had invloed op de inspanning. Het begon te regenen en dat veranderde al snel alles in een modderpoel. Desondanks vertrokken de hulptroepen in de vroege uurtjes van 11 april. Friebe's speerpunt, waarvan veel voertuigen al vastzaten in de modder, liep al snel tegen een wespennest van antitankgeschut aan, ondersteund door infanterie. Drie pogingen werden ondernomen om de Strypa over te steken, maar zonder succes. De combinatie van Sovjet antitankkanonnen en artillerie was te sterk. Het was duidelijk dat de geplande oversteek van de Strypa in dit gebied niet mogelijk zou zijn, dus zijn eenheid kreeg het bevel om naar het zuiden te gaan en de 9e SS in het Gorodishche-gebied te ondersteunen. 
De 9e SS werd ook geplaagd door de modder. In Gorodishche zelf hadden de Sovjets een sterke verdedigingspositie ingenomen die de Duitse flank zou bedreigen. De troepen van SS-Sturmbannführer Hagenlochers I./SS-Pantsergrenadierregiment 19 vochten om het dorp waarop de genie een brug over de Vosoesjka-rivier, een zijrivier van de Strypa probeerde te bereiken, maar die werd door de Sovjettroepen opgeblazen. Daarop stak de genie met rubberboten over en vormde een klein bruggenhoofd, maar dat moest al snel weer opgegeven worden. 
Ongeveer twee kilometer naar het zuiden bij het dorp Mlyntsi probeerden SS-Hauptsturmführer Lederers I./SS-Pantsergrenadierregiment 20 en het I./Grenadierregiment 947 van de 359e Infanteriedivisie voet aan de grond te krijgen over de Vosoesjka, maar ze werden geconfronteerd met zwaar vuur van Sovjetposities op Heuvel 367, die een controlerend uitzicht over het gebied bood. Toen de duisternis viel, arriveerde het II./SS-Pantsergrenadierregiment 20 onder SS-Sturmbannführer Frank. Frank gaf zijn mannen het bevel de rivier te voet over te steken. Voor de hulptroepen was het van vitaal belang om een brug over de Vosoesjka te bouwen. De bruguitrusting was onderweg, maar een hevige onweersbui maakte beweging vrijwel onmogelijk. Vastgelopen in de modder zou de uitrusting naar het bruggenhoofd van Mlyntsi gesleept moeten worden, een tijdrovend proces.  
Terwijl Franks mannen de rivier overstaken, werd het garnizoen van Tarnopol 's nachts geconfronteerd met een enorme aanval, compleet met zwaar artillerievuur. Sovjet-aanvalstroepen konden de Duitse verdediging op verschillende plekken doorbreken. Von Neindorffs troepen waren niet langer sterk genoeg om deze bres te dichten en de Sovjets konden de steeds kleiner wordende Duitse perimeter blijven afbrokkelen. 
Op 12 april was Hagenlochers bataljon nog steeds verwikkeld in een bloedige strijd bij Gorodishche en had al bijna 50% verliezen geleden, zonder een beslissing geforceerd te hebben: de Sovjet troepen waren te taai. De bruguitrusting arriveerde uiteindelijk op de 13e, maar het zou nog 24 uur duren voor de brug klaar zou zijn, o.a. door de modderige omstandigheden. Terwijl de genie aan het werk begonnen, zetten zowel de Luftwaffe als de VVS aanzienlijke middelen in het gebied in en verschillende vliegtuigen van beide kanten gingen verloren. Aan de overkant van de Wasuskya werden de I. en II. Bataljons van SS-Pantsergrenadierregiment 20 nog steeds gehinderd door het felle Sovjetverzet op Heuvel 367.  
Eindelijk, om 06:10 op de 14e kregen de tanks en StuG’s van SS-Obersturmbannführer Otto Meyers SS-Panzerregiment 9 het bevel om de aanval te beginnen en de brug over te steken. In de rivier beneden waren de mannen van SS-Hauptsturmführer Karl-Heinz Recke’s II./Pantsergrenadierregiment 19 bezig met het oversteken van de rivier in rubberboten. 
Eenmaal over de Vosoesjka begonnen de aanvalseenheden op te rukken naar de heuvels ten noorden en zuiden van de zwaar verdedigde Heuvel 367. De gehele dag waren de SS'ers bezig in dit gebied, maar deze heuvel werd niet ingenomen. En er was slecht weinig terrein ingenomen en een doorbraak door de Sovjetposities was zeker niet gelukt. Daarop werd Panzerverband Friebe samen met SS-Hauptsturmführer Rudolf Grubers III./SS-Pantsergrenadierregiment 20 naar het bruggenhoofd gebracht. De versterkingen werden naar het zuiden gestuurd en kregen het bevel om naar het oosten te zwaaien zodra ze Hill 349 gepasseerd waren. Daar zouden ze zich bij andere eenheden van de 9e SS voegen voor een aanval op het dorp Velykyi Khodachkiv, ongeveer 13 kilometer ten zuidwesten van Tarnopol. De aanval zou in de vroege ochtend van de 15e beginnen, maar het was eigenlijk al te laat. 

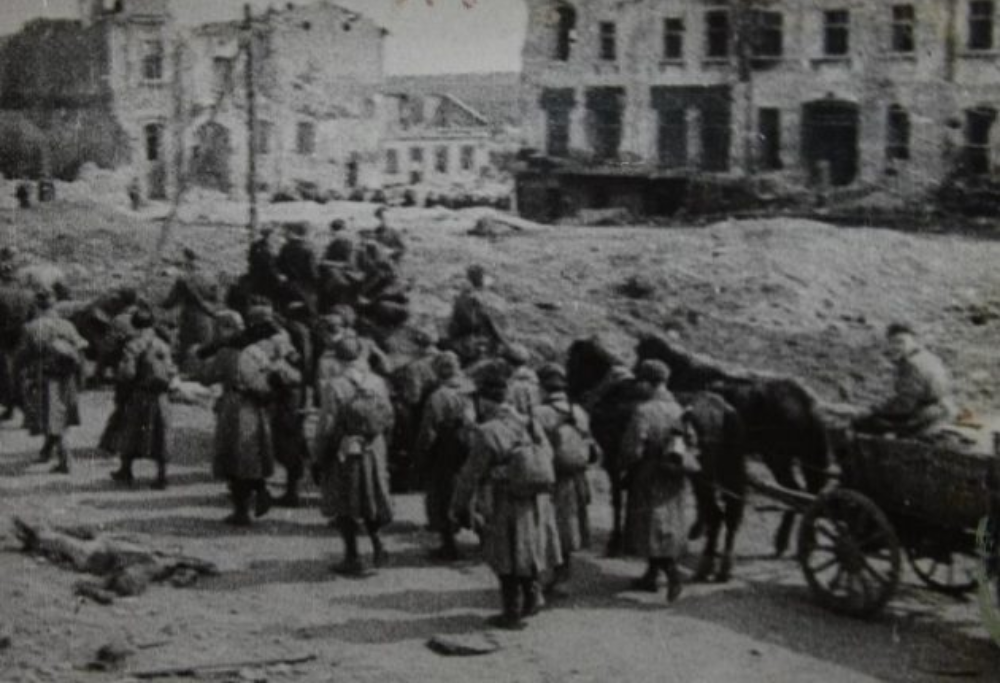
Sovjet-soldaten in de ruïnes van Tarnopol

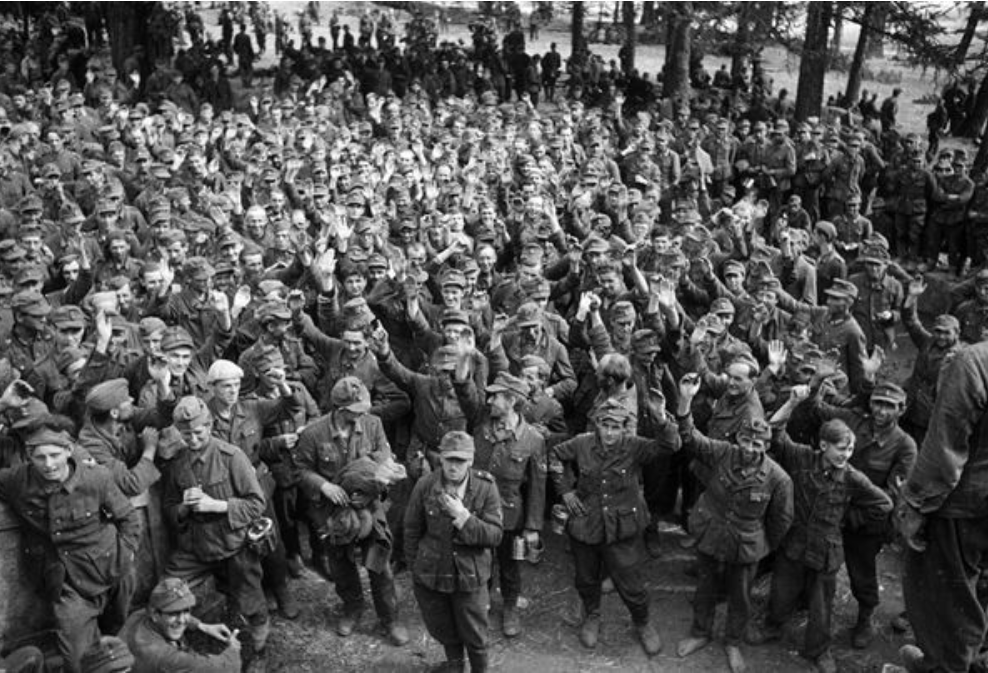
Duitsers krijgsgevangen gemaakt in Tarnopol

Bij Tarnopol kwam de laatste akte van de tragedie ten einde. Sovjettroepen, die vanuit het noorden, oosten en zuiden aanvielen, kwamen in actie om de verdedigers te verpletteren. Verschillende Duitse eenheden smolten gewoon weg onder de aanval, terwijl anderen blok voor blok huizen werden teruggedreven. De Sovjettroepen dreigden de stad volledig af te sluiten toen ze langs de Seret oprukten richting de brug en de dam. In de avond gaf von Neindorff het grootste deel van wat er nog over was van het garnizoen van Tarnopol, ongeveer 1.300 man, het bevel de rivier over te steken naar Zagrobela. Naast de manschappen waren er nog een (oud type) PzKw IV, twee StuG’s, twee gemotoriseerde artilleriekanonnen, één antitankkanon en twee lichte infanteriekanonnen. Een kleine achterhoede van 200 man kreeg het bevel in de stad te blijven om de ongeveer 700 gewonden te beschermen die niet konden worden geëvacueerd. Het lot van die mannen is nooit bekend geworden, maar men neemt aan dat de meesten van hen zijn omgekomen tijdens de laatste strijd om de stad. Zagrobela werd nu het middelpunt van de Sovjetaanvallen. Na de inname van Tarnopol-stad konden de omringende Sovjetdivisies de troepen in de buitenwijk in een gebied van ongeveer 1000 meter in diameter drijven. De frontlinie was overal en nergens, en er was weinig bescherming tegen artillerie- en luchtaanvallen. 
Intussen werd geplande aanval op Velykyi Khodachkiv van 15 april uitgesteld tot 10.00 uur omdat er brandstof voor de tanks moest worden aangevoerd. Voor de aanval zouden de Duitsers de 5e en 6e compagnie van Meyers SS-Panzerregiment 9 (uitgerust met PzKw IV’s), het I. en II./SS-Pantsergrenadierregiment 20, het III./SS-Pantsergrenadierregiment 19, een deel van SS-Geniebataljon 9 en het I./Pantsergrenadierregiment 8 van Panzerverband Friebe gebruiken. Ze zouden worden ondersteund door SS-Sturmbannführer von Sauckens I./SS-Pantserartillerieregiment 9. Terwijl de aanvalstroepen oprukten, werden ze geconfronteerd met zwaar antitank- en machinegeweervuur, afgewisseld met artillerievuur onder leiding van Sovjetwaarnemers op de omliggende heuvels. Maar de Duitse artillerie, ondersteund door Stuka’s, was ook zeer succesvol. Pas tegen de avond werd het dorp door de Duitsers ingenomen, na o.a. een tankduel op korte afstanden. Tegen de avond voerde de 52e Garde Tankbrigade een tegenaanval uit en daarmee eindigden de gevechten van die dag. 
Terwijl de strijd om Velykyi Khodachkiv in volle gang was, stond het hoofdkwartier van het 48e Pantserkorps nog steeds in contact met de Duitsers in Zagrobela. Om 12.00 uur op de 15e april meldde een radiobericht uit deze buitenwijk dat von Neindorff was gevallen onder vijandelijk vuur en dat Oberst Carl-August Von Schönfeld het commando overnam over de restanten van het garnizoen. Er werd ook gemeld dat de situatie uiterst kritiek was. Om 12.40 uur werd het radiocontact verbroken en werd er niets meer vernomen vanuit Zagrobela. 

### Uitbraak
De resterende troepen in Zagrobela hadden bijna geen munitie, voedsel en water noch zware wapens meer. De hulptroepen bij Velykyi Khodachkiv waren nog meer dan 10 km weg en von Schönfeld wist dat deze niet meer op tijd gingen komen. Hij besloot het heft in eigen handen te nemen en verzamelde zijn overgebleven officieren voor een vergadering om 22.00 uur. Hij gaf hun het bevel hun mannen te verzamelen en in twee groepen te verdelen. De uitbraak zou om 02.00 uur op 16 april 1944 beginnen. Verraste Sovjet posten aan de westelijke rand van Zagrobela konden niet verhinderen dat de twee groepen door konden breken voordat ze uit elkaar gingen. Von Schönfeld en zijn groep gingen naar het zuidwesten, terwijl de andere groep direct naar het westen trok. Het geluk aan het begin van de uitbraak veranderde al snel toen beide groepen steeds meer Sovjettroepen tegenkwamen. Bij het dorp Yanovka, ongeveer drieënhalve kilometer ten zuidwesten van Zagrobela, viel de groep van von Schönfeld de voorbereide posities van de 1e Garde Artilleriedivisie aan. De Sovjets reageerden snel na het eerste contact en de Duitsers die niet meteen werden gedood, vluchtten individueel of in kleine groepen naar het westen. Toen alle officieren dood waren, inclusief von Schönfeld, werden de leiderloze mannen neergeschoten toen ze probeerden de Duitse linie te bereiken. Van de ongeveer 700 mannen in von Schönfelds groep bereikten er in totaal 45 de Duitse linie ten oosten van Velykyi Khodachkiv. Nog eens 10 mannen van de andere groep kwamen de Vosoesjka over rond Pokropyvna (het grootse deel van deze groep, grotendeels bestaande uit Oekraïners van de Galizien Divisie, was al in het bos bij Petryków omsingeld en vernietigd) – slechts 55 van het oorspronkelijke garnizoen van 4.600 man.  

### Eindfase
Op die 16e april voerden de Duitse troepen nog wel een aanval uit, maar de Sovjets hadden hun troepenmacht intussen verder versterkt. Het 6e Garde Tankkorps (onder Generaal-majoor Vasili V. Novikov), de 91e Tankbrigade, extra artillerie en het 11e Garde Zware Tankregiment, uitgerust met 22 IS-2 tanks, waren aangevoerd uit de frontreserves. Ze verdedigden de toegangen tot Pochapyntsi. Rond 10:30 vielen de Duitsers aan, met ongeveer 40 tanks en twee bataljons infanterie, en opnieuw rond 16:00 met ongeveer 40 tanks plus infanterie. Beide aanvallen werden afgeslagen en dit was het eerste gevecht tussen de IS-2 en de Tiger I. De presentie van de Duitse troepen rond Veliki Chodatsjkiv was door het einde van de strijd in Tarnopol zinloos geworden. Rond 20 april werden zowel de 9. SS-Panzer-Division Hohenstaufen als Panzerverband Friebe teruggetrokken over de Vosoesjka en in reserve geplaatst. De 359e Infanteriedivisie nam daarna stelling achter deze rivier. 
Ook de Sovjettroepen beëindigde hiermee hun Proskoerov-Tsjernivtsi Offensieve Operatie en gingen over naar een defensieve fase, in voorbereiding op volgende offensieven. Op 15 april 1944 kondigde het Moskouse "Sovinformbureau" in een operationele samenvatting het bericht aan van maarschalk Zjoekov: 
"De troepen van het 1e Oekraïense Front veroverden na langdurige straatgevechten het regionale centrum van Oekraïne - de stad Tarnopol - een groot spoorwegknooppunt en een sterk punt van de Duitse verdediging in de richting van Lviv". 
's Avonds, om 20:00, groette Moskou de troepen van het 1e Oekraïense Front met 20 artillerie-salvo's uit 224 kanonnen.

## Verliezen
De verliezen van deze hele operatie zijn slecht in kaart bracht. Enkele afzonderlijke data zijn bekend:
- Het I./Pz.Rgt. 11 van Panzerverband Friebe verloor tijdens de ontzettingspoging 13 Panther als totaalverlies (en 2 Sd.Kfz. 251/7)
- Schwere Panzer-Abteilung 507 meldde als totaalverlies twee Tigers, een op 11 en een op 15 april
- De ontzettingsaanval had 9. SS-Panzerdivision en Panzerverband Friebe in totaal 1200 doden en gewonden gekost, 18 panzers (3 Tigers, 4 Panthers en 11 PzKw IV’s) en 24 StuG’s

Op 17 april meldde het 48e Pantserkorps dat in de laatste 4 dagen 74 Sovjet tanks, 24 kanonnen en 26 Pak (antitankkanonnen) waren vernietigd of buitgemaakt. Dat zijn niet gecontroleerde claims.
De stad Tarnopol lag in puin: van de 4.211 woongebouwen werden er 2.490 volledig verwoest.